# シャルク・テレコム
シャルク・テレコム（ウズベク語: Sharq Telekom、シャルクはウズベク語で東を、テレコムは電気通信を意味する）はタシュケントに本社を置くウズベキスタンの電気通信事業者である。

## 概要
シャルク・テレコムは2003年7月に設立された。タシュケントにインターネットエクスチェンジを設置し、2004年初頭より相互接続データネットワークセンター、「Tas-IX」事業を開始した。2005年3月、ウズベキスタン国内の電気通信市場において、ADSLを使用したブロードバンドインターネット接続によるインターネット環境を提供する初の企業となった。2005年末、シャルク・テレコムは中央アジア全域において初めて、1.5km2圏内においてWi-Fiによる高速インターネット接続環境を提供するサービスを開始した。

## 事業
- ADSLによる高速インターネット接続環境の提供
- IP電話
- ハウジング - データセンターによるホスティングサーバサービス
- VDS - データセンターによる仮想専用サーバ（VDS）の提供